# حديقة بيسكين الوطنية
حديقة بيسكين الوطنية (بالإنجليزية: Biscayne National Park)‏ هي حديقة وطنية أمريكية تقع في جنوب فلوريدا ، جنوب ميامي. تحافظ الحديقة على خليج بيسكين وشعابها البحرية. خمسة وتسعون في المئة من الحديقة هي المياه، وشاطئ الخليج هو موقع غابة أشجار المانغروف واسعة النطاق. تغطي الحديقة 172,971 فدانًا (69,999 هكتار) وتشمل إليوت كي، أكبر جزيرة في المنتزه وأول من فلوريدا كيز الحقيقية، والتي تكونت من الشعاب المرجانية المتحجرة. الجزر أبعد شمالا في الحديقة هي الجزر الانتقالية من الشعاب والرمال. الجزء الخارجي من المنتزه يشمل منطقة أقصى شمال فلوريدا ريف، واحدة من أكبر الشعاب المرجانية في العالم.

## المناخ
يظهر الجدول التالي التغييرات المناخية على مدار السنة لحديقة بيسكين الوطنية:
| البيانات المناخية لـحديقة بيسكين الوطنية | البيانات المناخية لـحديقة بيسكين الوطنية | البيانات المناخية لـحديقة بيسكين الوطنية | البيانات المناخية لـحديقة بيسكين الوطنية | البيانات المناخية لـحديقة بيسكين الوطنية | البيانات المناخية لـحديقة بيسكين الوطنية | البيانات المناخية لـحديقة بيسكين الوطنية | البيانات المناخية لـحديقة بيسكين الوطنية | البيانات المناخية لـحديقة بيسكين الوطنية | البيانات المناخية لـحديقة بيسكين الوطنية | البيانات المناخية لـحديقة بيسكين الوطنية | البيانات المناخية لـحديقة بيسكين الوطنية | البيانات المناخية لـحديقة بيسكين الوطنية | البيانات المناخية لـحديقة بيسكين الوطنية |
| الشهر                                    | يناير                                    | فبراير                                   | مارس                                     | أبريل                                    | مايو                                     | يونيو                                    | يوليو                                    | أغسطس                                    | سبتمبر                                   | أكتوبر                                   | نوفمبر                                   | ديسمبر                                   | المعدل السنوي                            |
| ---------------------------------------- | ---------------------------------------- | ---------------------------------------- | ---------------------------------------- | ---------------------------------------- | ---------------------------------------- | ---------------------------------------- | ---------------------------------------- | ---------------------------------------- | ---------------------------------------- | ---------------------------------------- | ---------------------------------------- | ---------------------------------------- | ---------------------------------------- |
| متوسط درجة الحرارة الكبرى °ف (°م)        | 74.0 (23.3)                              | 75.4 (24.1)                              | 76.8 (24.9)                              | 79.0 (26.1)                              | 82.1 (27.8)                              | 85.3 (29.6)                              | 87.1 (30.6)                              | 87.2 (30.7)                              | 86.2 (30.1)                              | 83.0 (28.3)                              | 79.1 (26.2)                              | 75.8 (24.3)                              | 80.9 (27.2)                              |
| المتوسط اليومي °ف (°م)                   | 67.9 (19.9)                              | 69.5 (20.8)                              | 71.4 (21.9)                              | 73.9 (23.3)                              | 77.8 (25.4)                              | 81.2 (27.3)                              | 82.9 (28.3)                              | 83.1 (28.4)                              | 82.2 (27.9)                              | 79.0 (26.1)                              | 74.5 (23.6)                              | 70.2 (21.2)                              | 76.2 (24.6)                              |
| متوسط درجة الحرارة الصغرى °ف (°م)        | 61.8 (16.6)                              | 63.5 (17.5)                              | 66.0 (18.9)                              | 68.8 (20.4)                              | 73.6 (23.1)                              | 77.1 (25.1)                              | 78.6 (25.9)                              | 78.9 (26.1)                              | 78.2 (25.7)                              | 75.0 (23.9)                              | 69.8 (21.0)                              | 64.7 (18.2)                              | 71.4 (21.9)                              |
| الهطول إنش (مم)                          | 1.85 (47)                                | 1.91 (49)                                | 2.62 (67)                                | 2.55 (65)                                | 4.63 (118)                               | 7.82 (199)                               | 5.40 (137)                               | 7.08 (180)                               | 7.54 (192)                               | 5.18 (132)                               | 2.85 (72)                                | 1.79 (45)                                | 51.22 (1٬301)                            |
| متوسط الرطوبة النسبية (%)                | 75.6                                     | 74.4                                     | 73.0                                     | 71.5                                     | 74.4                                     | 77.8                                     | 75.6                                     | 76.1                                     | 77.6                                     | 77.9                                     | 75.9                                     | 76.1                                     | 75.5                                     |
| المصدر: PRISM Climate Group              |                                          |                                          |                                          |                                          |                                          |                                          |                                          |                                          |                                          |                                          |                                          |                                          |                                          |